# Bozyazı
Bozyazı je město a správní jednotka v jižním Turecku, administrativně spadající pod mersinskou provinii. Jedná se o přístav na jižním pobřeží Středozemního moře. Prochází tudy silnice D 400, která vede po celém jižním pobřeží země. Město leží 220 km západně od Mersinu.

## Název
Bozyazı znamená v turečtině neúrodné pole. Název byl převzat podle okolních kopců, kde se velmi těžko dařilo pastevcům i zemědělcům.

## Poloha a přírodní poměry

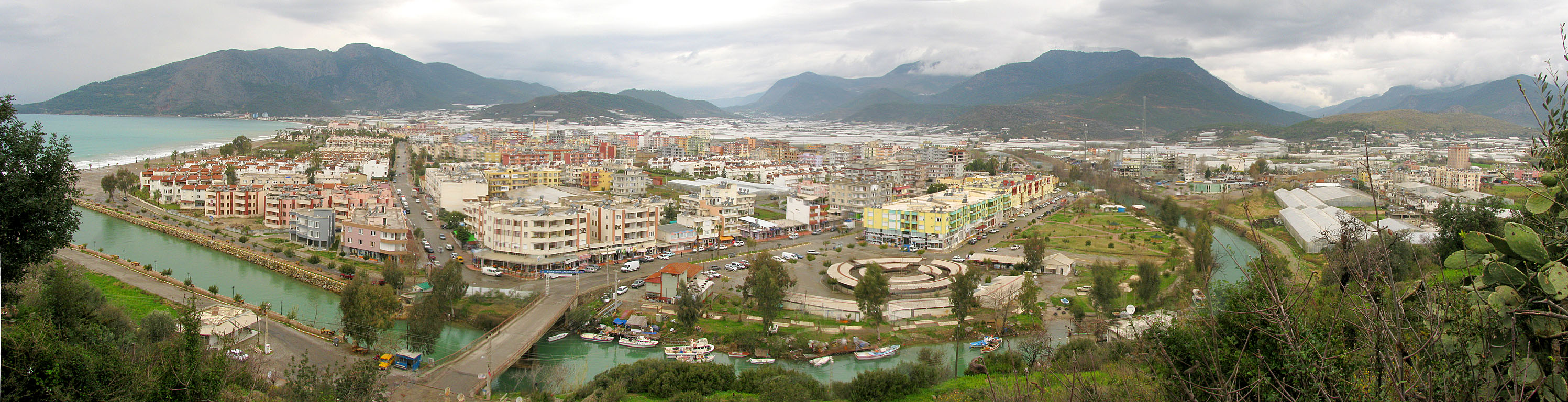
Pohled na město.

Město leží na úzkém pobřežním pásu. Je obklopené většími kopci, např. Tol Dağı (1250 m), Azıtepe (780 m), Susmak Dağı (1600 m), Kaş Dağı (1639 m) a Elmakuzu Dağı (1690 m). Samotným Bozyazı protéká říčka stejného názvu. Ta dělí obec na dvě části.

## Historie
Na kopci u dnešního středu města se nacházejí pozůstatky starořeckého antického města Nagidos. Probíhají zde rozsáhlé archeologické průzkumy, které provádjí Mersinská univerzita. Podle dochovaných zjištění zde bylo souvislé osídlení již od 4. století př. n. l. U moře se potom nacházel malý přístav, který většinou obchodoval se zbožím z Egypta a Kypru. Sídlo později ovládali Féničané, Římané, Byzantinci, Arménské království v Kilikii a Seldžučtí Turci.
Současná obec byla ze správního hlediska ustanovena v roce 1988 jako centrum okresu. Tím přestala být pouhou vesnicí.

## Obyvatelstvo a administrativní dělení
Administrativně kromě samotného města pod Bozyazı spadá i několik desítek okolních vesnic. Jedná se většinou o velice konzervativní oblasti. V současné době okres Bozyazı zahrnuje rozlohu a je shodný s municipalitou Bozyazı. Samotné město má dle sčítání lidu z roku 2019 (přesněji Merkez Mahalla) 5 606 obyvatel, zatímco celé Bozyazı má přes 23 tisíc lidí.

## Kulturní památky a zajímavosti

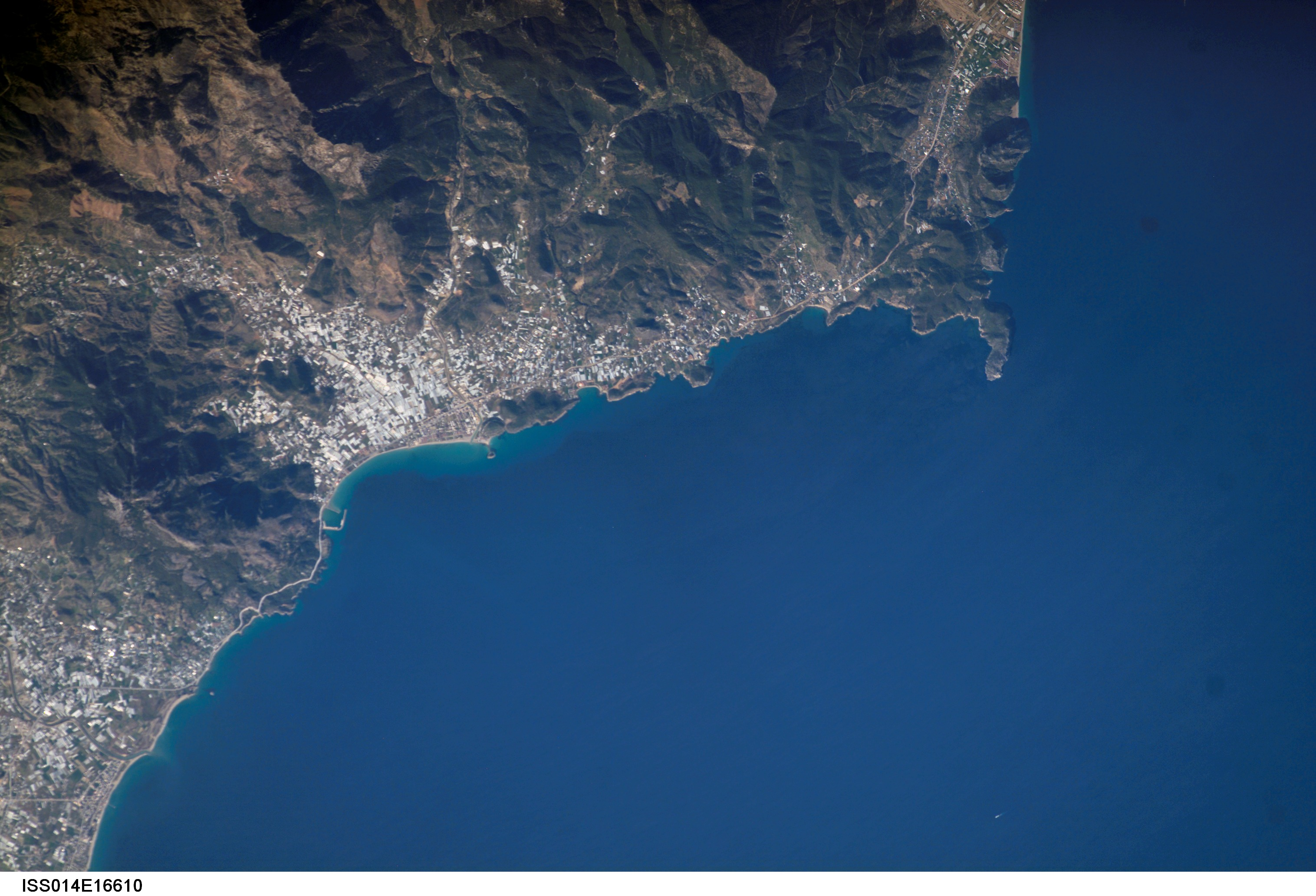
Pohled z ISS na pobřeží Středozemního moře s městem Bozyazı. Nápadně bílé tečky jsou skleníky.

Východně od města leží na vrcholu jednoho z kopců pevnost Yelbiz Kalesi.
Dominantou města je mešita, která byla postavena v 80. letech 20. století z železobetonu. Stojí přímo na břehu moře. Jmenuje se nicméně i tak Stará mešita (turecky Eski camii), neboť odkazuje na původní stavbu, která se zde dříve nacházela a byla stržena.
Jižně od Bozyazı leží ostrov Tagiduda, kde se nachází řada pozůstatků staveb z různých časů. Na louce na západ od středu města se nachází městský hřbitov.
Okolí města není chráněné z hlediska tureckých zákonů. V pobřežních vodách žije tuleň středomořský.

## Ekonomika
Okolí Bozyazı je intenzivně využíváno pro pěstování různých plodin, např. zeleniny a banánů. Tvoří jej velké množství různých skleniků.
Při pobřeží se nachází celá řada hotelových resortů. Vzhledem k tomu, že se nicméně nachází od většího počtu turisticky atraktivních lokalit je však míra přijíždějícího počtu návštěvníků jen velmi malá. Převažuje turecká klientela.

## Doprava
Nejbližší letiště k Bozyazi jsou Antalya na západ a Adana na východě. Městem vede již zmíněná pobřežní silnice a vede sem pravidelná autobusová doprava.